# Miki Espuma
Miki Espuma (Miquel Badosa) és un dels sis directors artístics de la companyia catalana de teatre La Fura dels Baus. Els seus companys a la companyia són: Pep Gatell, Jürgen Müller, Àlex Ollé, Carlus Padrissa i Pera Tantiñá.
Nascut a Sant Andreu (Barcelona) l'any 1959, als setze anys inicia la seva carrera professional com a cantautor i músic de rock dins de l'anomenada “Onda layetana”, l'estil musical que aglutinava els músics de jazz i rock de Catalunya de finals dels 70. Les actuacions més rellevants van ser, el Festival Canet Rock (1976) o com a grup teloner de Dr. Feelgood (1977).
El 1980 entra a formar part del grup teatral La Fura dels Baus com a músic i creador artístic dels seus muntatges escènics i treballs paral·lels (discos, vídeos, concerts, espectacles de carrer). Durant aquests anys, treballa com a compositor i coordinador de la secció musical i discogràfica de la companyia.
Miki Espuma ha realitzat la composició musical entre d'altres, dels espectacles i projectes: Accions (1984), Suz/o/Suz (1985), Tier Mon (1988), Noun (1990), M.T.M. (1994), el grup de rock KRAB (1995), Ombra (1997), OBS (2000), obertura de la Bienal de Valencia (2001), XXX (2002), el 25è aniversari del descobriment de les mines d'Atapuerca (2003), la cerimònia d'obertura dels Jocs Mediterranis d'Almeria (2005), del mundial de ciclismo a Mallorca (2007), Orbis Vitae obertura del Festival Chile a Mil(2009) i Los Nadis a la ciutat de Poznan, Polónia (2010) i espectacles d’escenari codirigits amb en David Cid, com Temptacions, que és una adaptació d'Histoire du soldat d'Igor Stravinski, o Freebach 212.
Com a director escènic Miki Espuma s'inicia amb l'espectacle El batec de la bèstia a la cerimònia de cloenda dels Jocs Paralímpics de Barcelona 1992, però és a Singapur el 2007 on compon la música, el guió i la direcció escènica d'un espectacle sencer: Dreams in flight.
L'èxit aconseguit provoca que Miki Espuma continuï fent escena, dirigint el 2009 The beat in the dark al Sziget Festival de Budapest, posteriorment i juntament amb Jürgen Müller l'espectacle d'obertura de l'Harare International Festival de Zimbabwe (2010); el mateix any a Austràlia obre el Perth International Festival amb l'espectacle The experience i també inaugura a Korea el Hi! Seoul Festival 2010 amb Rainbow drops.
Paral·lelament, Miki Espuma i la seva banda realitza, en to de Blues, concerts íntims en els que canta, toca la guitarra i el piano, composicions pròpies i dels grups que més han influït en la seva carrera musical.